# Río Beniopa
El río Beniopa, también llamado barranco de Beniopa, es un río-rambla del este de la península ibérica que discurre por la provincia de Valencia, España. En su último tramo también es conocido como río o barranco de Sant Nicolau. 

## Curso
El río Beniopa recoge las aguas del valle de Marchuquera a través de una extensa red de afluentes y atraviesa la ciudad de Gandía desembocando en el mar Mediterráneo a través del puerto de Gandía a poca distancia de la desembocadura del río Serpis. Su corto cauce de apenas 16 km está seco la mayor parte del año, sin embargo, puede llegar a recoger grandes cantidades de agua, dando lugar a episodios de inundaciones, como los de 1905 y 1987.  